# Anthomyia brunnipennis
Anthomyia brunnipennis är en tvåvingeart som först beskrevs av Macquart 1835.  Anthomyia brunnipennis ingår i släktet Anthomyia och familjen blomsterflugor.
Artens utbredningsområde är Frankrike. Inga underarter finns listade i Catalogue of Life.